# Donatas Matuiza
Donatas Matuiza (* 1975) ist ein litauischer Beamter und Politiker, ehemaliger Vizeminister (2017).

## Leben
Nach dem Abitur  absolvierte er das Bachelorstudium  an der Lietuvos policijos akademija in Vilnius. Er arbeitete bei Vadovybės apsaugos departamentas am Innenministerium Litauens, als Polizeikommissar in der Kriminalpolizei Litauens am Policijos departamentas. Von 2013 bis 2016 war er stellvertretender Direktor von Kalėjimų departamentas (Institution im Gefängniswesen) am Justizministerium Litauens.  Ab Januar 2017 war er Stellvertreter der Justizministerin Milda Vainiutė im Kabinett Skvernelis. Ende Juli 2017 trat er zurück. Seit November 2017 ist Matuiza Berater von Saulius Skvernelis.